# Bureau du Roi

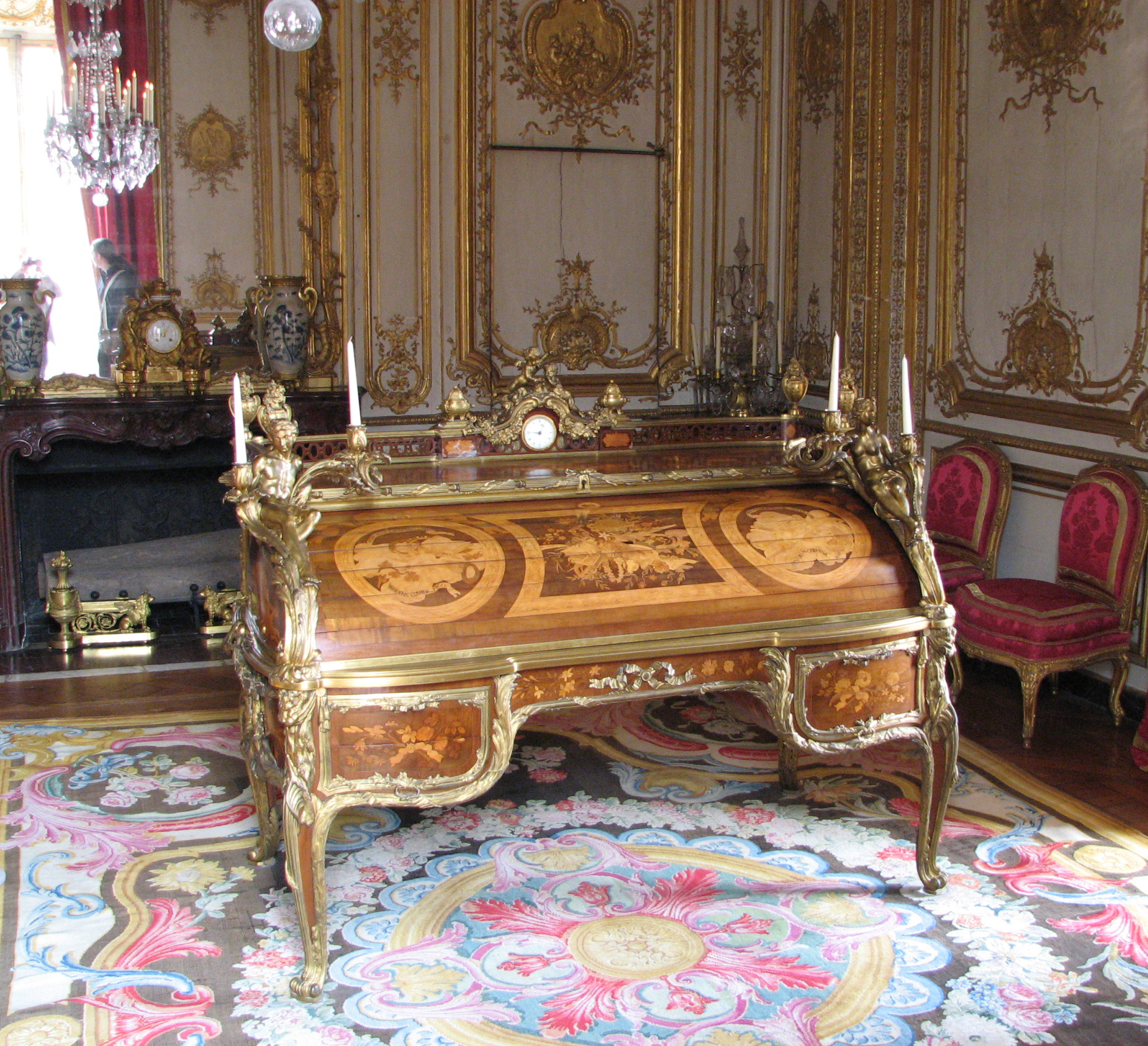
Bureau du Roi

Kungens byrå ("Roi-byrån"), även känd som Ludvig XV:s rullklaffs-sekretär (franska: Secrétaire à cylindre de Louis XV), är den rikt utsmyckade kungliga cylinderbyrå som utfördes under slutet av Ludvig XV:s regeringstid. Det är den mest överdådigt smyckade byrå som någonsin har gjorts och som kanske till och med överträffar de mycket dekorerade konstskåpen från Tyskland.[källa behövs]
Arbetet med kungens byrå påbörjades troligtvis 1760 då uppdraget formellt tillkännagavs. Dess första formgivare var Jean-François Oeben, kabinettmakarmästare vid Royal Arsenal.
Det första steget i byråns tillblivelse var att tillverka en mycket detaljerad miniatyrmodell i vax. Den fullskaliga byrån avslutades 1769 av efterträdaren till Oeben, Jean Henri Riesener, som hade gift sig med Oebens änka. Byrån, som tillverkades för det nya "Cabinet du Roi" i slottet i Versailles, flyttades till Louvren i Paris efter den franska revolutionen men har sedan återbördats till slottet i Versailles under 1900-talet. Byrån står i rummet där den var placerad före revolutionen, i "Cabinet intérieur du Petit Appartement", det berömda studierum där kungarna Ludvig XV och Ludvig XVI utförde sitt dagliga arbete samt i vilket beslutet togs att stödja de amerikanska rebellerna 1777. Hemliga diplomathandlingar förvarades inne i byråns lönnlådor, vars enda nyckel kungen alltid bar med sig.
Byrån är täckt av intrikata inläggningar bestående av en stor variation av sällsynta träslag. I en oval infattning i mitten av byråns framsida sitter ett reliefarbete med Tystnadens ansikte med pekfingret för läpparna, en påminnelse om den diskretion som krävdes av kungen i dennes diplomatiska uppdrag.
Byrån pryds av plaketter, statyetter, miniatyrbyster och ornamentala vaser samt förgyllda ljushållare. Ursprungligen hade byrån överst en miniatyrbyst föreställande Ludvig XV, men denna ersattes av Minerva efter hans död 1770.
Riesener tillverkade senare en förenklad andra version av byrån för Pierre-Gaspard-Marie Grimod, Comte d'Orsay, som idag kan beskådas i Wallace Collection i London.